# Ottnang am Hausruck
Ottnang am Hausruck är en ort och kommun i Österrike. Den ligger i distriktet Vöcklabruck i förbundslandet Oberösterreich, 200 kilometer väster om huvudstaden Wien. 
Kommunen består av 39 orter (Ortschaften) (inom parentes invånarantal 1 januari 2024):

- Achleithen (27)
- Bergern (245)
- Bruckmühl (356)
- Bärnthal (34)
- Deisenham (24)
- Englfing (290)
- Gatterlacken (10)
- Grub (44)
- Grünbach (40)
- Hagleithen (68)
- Hausruckedt (191)
- Holzham (53)
- Holzleithen (142)
- Hub (18)
- Kronabitten (22)
- Kropfling (43)
- Laah (5)
- Manning (3)
- Mansing (22)
- Mitterarming (21)
- Niederpuchheim (55)
- Oberkienberg (19)
- Obermühlau (130)
- Ottnang (1 063)
- Plötzenedt (29)
- Rackering (68)
- Redl (126)
- Roithing (16)
- Schachen bei Furtpoint (19)
- Schlag (174)
- Simmering (3)
- Stockedt (71)
- Thomasroith (492)
- Untermühlau (114)
- Vorderarming (2)
- Vornwald (16)
- Walding (35)
- Wassenbrunn (16)
- Wiesing (8)